# IC 2956
IC 2956 ist eine Balken-Spiralgalaxie mit aktivem Galaxienkern vom Hubble-Typ SBbc im Sternbild Löwe an der Ekliptik. Sie ist schätzungsweise 403 Millionen Lichtjahre von der Milchstraße entfernt und hat einen Durchmesser von etwa 140.000 Lichtjahren. 

Im selben Himmelsareal befinden sich u. a. die Galaxien NGC 3826 und NGC 3900.
Das Objekt wurde am 15. Mai 1903 von Stéphane Javelle entdeckt.